# Addams Family Values (игра)
Addams Family Values (с англ. — «Семейные ценности Аддамсов») — видеоигра в жанре action-adventure с элементами Action/RPG, разработанная и изданная компанией Ocean Software для игровых платформ Sega Mega Drive/Genesis и SNES. Основывается на одноимённом фильме кинокомпании Paramount Pictures и является его продолжением.

## Обзор игры
Злая няня по имени Дебби Джеллински решила снова доставить семье Аддамсов неприятности. Она похитила сына Мортиши и Гомеса, Пуберта. Теперь Аддамсам нужно найти его.
Уровни представляют собой локации, выполненные с использованием изометрической проекции, на которых присутствуют враги и полезные предметы. Игрок может свободно перемещаться между уровнями, используя лестницы, «телепорты» и т. д.
Фестер Аддамс, за которого предстоит играть, передвигается по усадьбе Аддамсов, уничтожает врагов (с помощью спецприёма) и собирает полезные предметы. По ходу игры он встречает других членов семьи Аддамс — Гомеса, Мортишу и т. д., выполняющих здесь роль NPC.

## Оценки
Версия игры для SNES получила более высокие оценки критиков, чем версия для Sega Mega Drive/Genesis.
Игровые журналы Official Nintendo Magazine и GameFan оценили версию для SNES в 90 и 86 баллов из 100. Журнал Power Unlimited поставил ей оценку 8,5 баллов из 10. Среди достоинств игры были названы интересный геймплей, графическое и звуковое оформление; также игра была названа лучшей среди платформенных игр про семью Аддамсов. При этом, информационный сайт The Video Game Critic выставил ей довольно низкую оценку — D за некоторые недостатки в игровом процессе.
Отзывы игроков о версии для Sega Mega Drive/Genesis были несколько прохладнее. Например, информационный сайт Sega16.com поставил ей оценку 60 баллов из 100, но положительно отметил музыкальное сопровождение и геймплей. При этом, рецензенты из другого сайта — GameSpot оценили игру в 7,2 балла 10; версии для SNES они поставили более низкую оценку — 5,9 баллов из 10.